# Гідразони

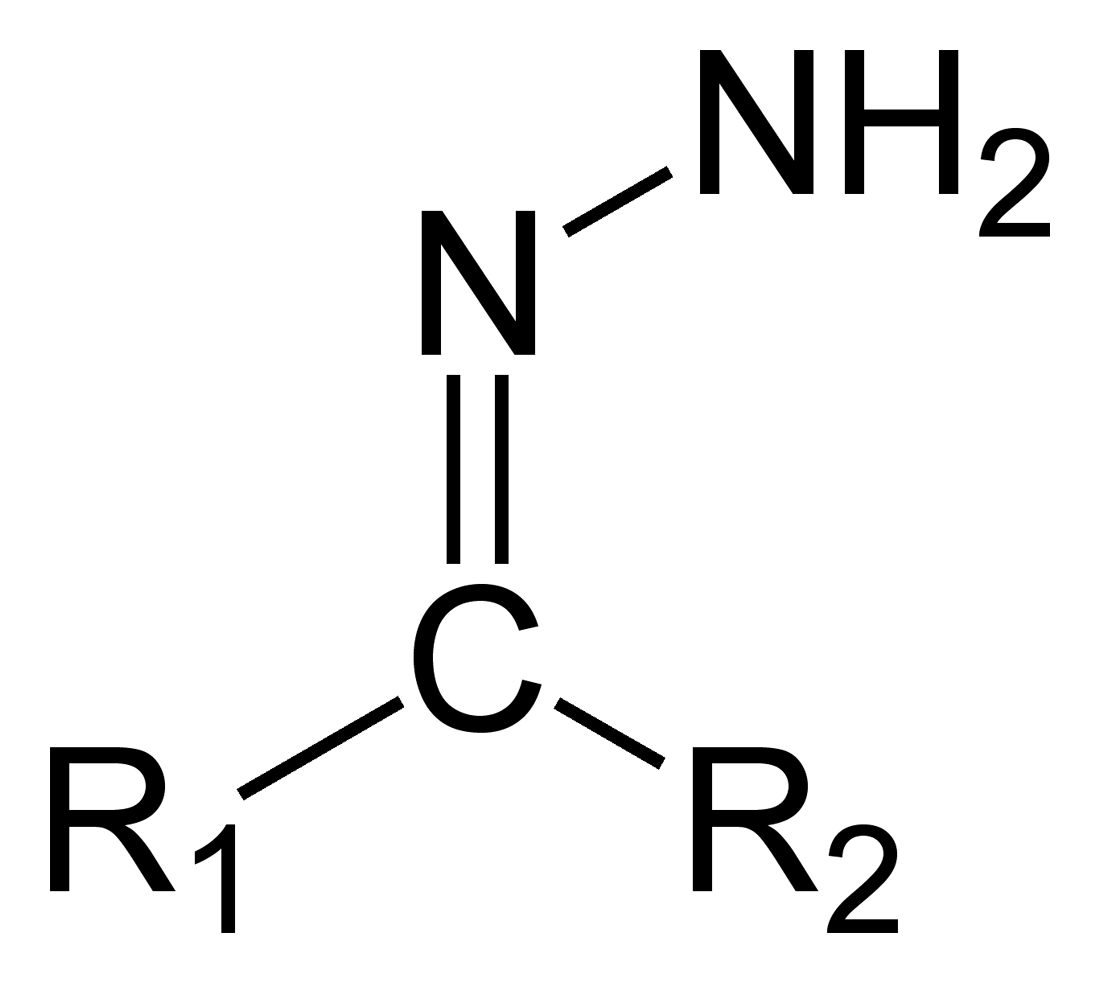
Структура функціональної групи гідразону

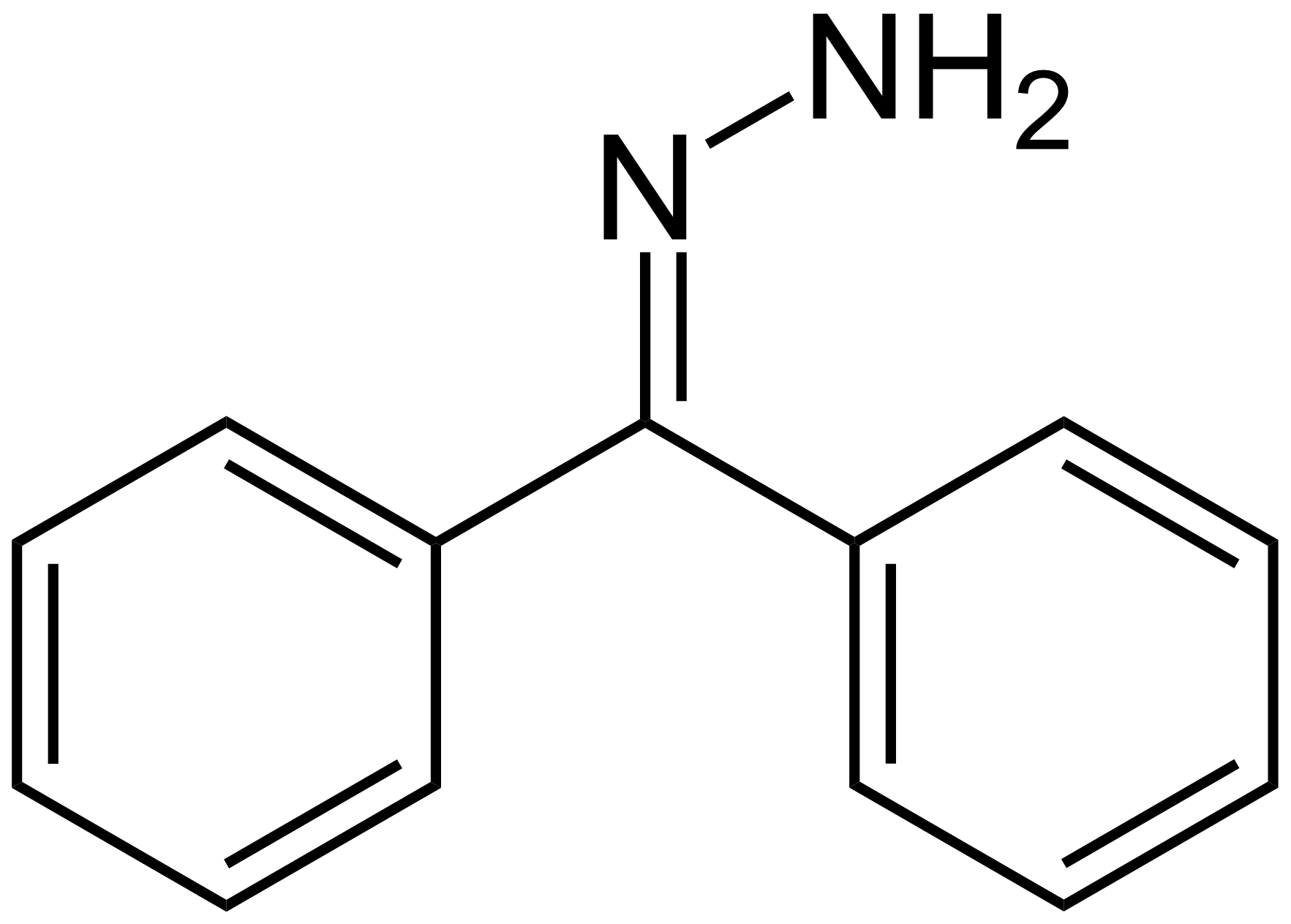
Гідразон бензофенону

Гі́дразо́ни— клас органічних сполук загальної формули R1R2C=NNR3R4, де R2, R3 R4 — органічний радикал або атом водню. Формально гідразони — продукти конденсації карбонильних сполук (кетонів та альдегідів) і гідразинів.

## Синтез
Стандартний метод синтезу гідразонів — взаємодія моно- й асиметрично заміщених гідразинів із карбонільними сполуками:
α-Гідроксикарбонільні сполуки (в тому числі і альдози і 2-кетози) внаслідок взаємодії з арилгідразинами утворюють осазони — біс-гідразони α-дікарбонильних сполук:
Озазони також утворюються під час взаємодії α-дикарбонільних сполук з арилгідразинами.

## Застосування
Утворення гідразонів ароматичних сполук застосовується для вимірювання концентрації альдегідів та кетонів із низькою молекулярною масою.